# یوم الدار
حدیث یوم الدار (بدءالدعوة و یوْمُ الْاِنذار) یکی از احادیثی است که شیعیان برای اثبات ولایت بلافصل علی بعد از محمد به آن استناد می‌کنند. این روایت در منابع معتبر شیعه و سنی ذکر شده‌است.

## متن روایت
متن روایت در منابع مختلف متفاوت است ولی اصل ماجرا در آن‌ها یکی می‌باشد.
هنگامی که آیه «وَ أَنْذِرْ عَشِیرَتَکَ الْأَقْرَبِینَ» نازل شد محمد به علی گفت: خدا به من دستور داده تا خویشاوندانم را انذار کنم، من می‌دانم زمانی که این کار را انجام دهم آن‌ها قبول نمی‌کنند، تا این‌که جبرئیل نازل شد و گفت: ای محمد اگر این کار را نکنی خداوند تو را عذاب می‌کند. پس رسول خدا محمد چهل نفر از فرزندان عبدالمطلب را جمع کرد و به علی فرمان داد تا یک گوسفند را برای غذا آماده کند بعد از آماده شدن غذا محمد به مهمانان گفت: با نام خدا شروع به غذا خوردن کنید. تمام مهمانان غذا خوردند سپس محمد ظرفی از شیر خواست و کمی از آن خورد و به مهمانان گفت شما هم با نام خدا از این ظرف شیر بخورید. پس همه مهمانان غذا خوردند تا اینکه سیر شدن. سپس ابولهب گفت محمد جادو کرده و شما را سحر کرده‌است. این سخن او باعث شد در آن روز محمد سکوت کند. بعد از آن روز علی با دستور محمد بار دیگر همان مجلس با همان غذا و نوشیدنی و همان مهمانان برپا کرد سپس محمد آن‌ها را انذار داد و گفت: ای فرزندان عبدالمطلب من از طرف خدا برای شما منذر هستم و چیزی را آوردم که کسی قبل از من آن را در دنیا و آخرت نیاورده بود پس تسلیم و مطیع من باشید، کسی که برادر و یاری‌رسان من باشد ولی، وصی و جانشین بعد از من، در اهلم خواهد بود و دَین مرا ادا خواهد کرد، در این زمان تمام آن چهل نفر سکوت کردند و علی گفت من حاضرم، محمد این جمله‌اش را سه مرتبه تکرار کرد و فقط علی اعلام آمادگی کرد. در این‌هنگام محمد گفت: این برادر، وصی و جانشین من در میان شماست. سخن او را بشنوید و از او اطاعت کنید. پس آن‌ها به کنایه گفتند: به‌خاطر امری که به تو شده از پسرت پیروی کن.

### شیعه
- شیخ حر عاملی، محمد بن حسن (۱۴۲۵ ق). إثبات الهداة بالنصوص و المعجزات. اعلمی. تاریخ وارد شده در |سال= را بررسی کنید (کمک)
- طوسی، محمد بن الحسن (۱۴۱۴ ق). الأمالی (للطوسی). دارالثقافة. تاریخ وارد شده در |سال= را بررسی کنید (کمک)
- ابن شهر آشوب (۱۳۲۸ ق). متشابه القرآن و مختلفه. مکتبة البوذر جمهری (المصطفوی) بطهران. تاریخ وارد شده در |سال= را بررسی کنید (کمک)
- ابن بابویه، محمد بن علی (۱۳۸۵ ش). علل الشرایع. کتاب فروشی داوری. تاریخ وارد شده در |سال= را بررسی کنید (کمک)
- الأمینی، عبدالحسین (۱۳۹۷ ق). الغدیر. دارالکتاب العربی، بیروت، لبنان. تاریخ وارد شده در |سال= را بررسی کنید (کمک)
- مجلسی، محمدباقر (۱۴۰۳ ق). بحار الأنوار. دار إحیاء التراث العربی. تاریخ وارد شده در |سال= را بررسی کنید (کمک)
- الخصیبی، الحسین بن حمدان (۱۴۱۱ ق). الهدایة الکبری. مؤسسة البلاغ للطباعة والنشر والتوزیع، بیروت، لبنان. تاریخ وارد شده در |سال= را بررسی کنید (کمک)

### سنی
- ابن أبی الحدید. شرح نهج البلاغة. مؤسسة إسماعیلیان للطباعة والنشر والتوزیع.
- الإمام أحمد بن حنبل. مسند أحمد. دار صادر، بیروت، لبنان.
- محمد بن جریر الطبری. تاریخ الطبری. مؤسسة الأعلمی للمطبوعات، بیروت، لبنان.
- ابن الأثیر (۱۳۸۶ ق). الکامل فی التاریخ. دار صادر للطباعة والنشر، دار بیروت للطباعة والنشر. تاریخ وارد شده در |سال= را بررسی کنید (کمک)
- الهیثمی (۱۴۰۸ ق). مجمع الزوائد. دارالکتب العلمیة، بیروت، لبنان. تاریخ وارد شده در |سال= را بررسی کنید (کمک)
- جلال الدین السیوطی. الدر المنثور. دارالمعرفة للطباعة والنشر، بیروت، لبنان.